# George Wade

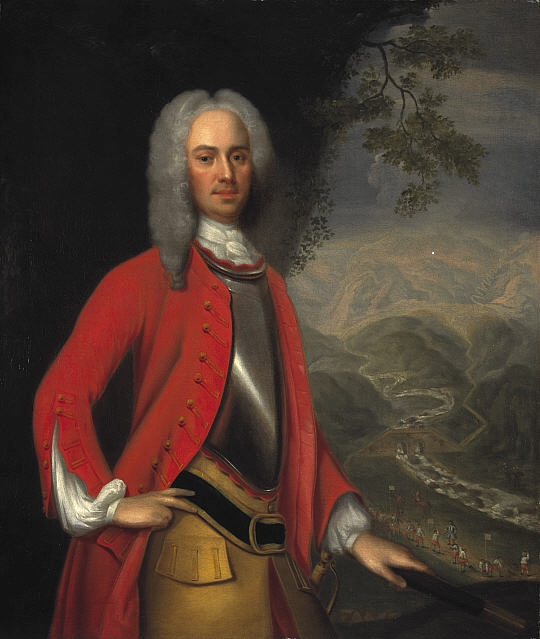
George Wade vor der durch ihn 1731 erbauten Pass-Straße über den Corrieyairack Pass in Schottland

George Wade (* 1673 in Kilavally, County Westmeath; † 14. März 1748) war ein britischer Feldmarschall.

## Leben
George Wade wurde als dritter Sohn des Jerome Wade, Gutsherr von Kilavally im irischen County Westmeath, geboren. Er verbrachte seine frühe Jugend in der damals (bis 1684) englisch besetzten Stadt Tanger im heutigen Marokko, wo sein Vater als Offizier der dortigen Garnison stationiert war. Wade trat 1690 in das englische Heer ein und diente ab 1692 in Flandern, wo er 1695 zum Captain befördert wurde. Im Spanischen Erbfolgekrieg von 1702 bis 1713 diente er zunächst unter Marlborough, wurde dort zum Major befördert und stieg 1702 schließlich zum Lieutenant-Colonel auf. Ab 1704 gehörte er dem Stab unter Leitung von Lord Galway in Portugal an. Er zeichnete sich 1706 bei den Siegen in Alcantara und Vila Nova sowie 1707 bei der Niederlage in Almanza aus. Wade wurde 1708 zum Brigadier-General ernannt und 1708 Vizekommandant nach James Stanhope in Menorca, bevor er 1710 nach Spanien zurückkehrte. Nach der siegreichen Schlacht bei Saragossa und wurde wieder nach England gesandt, wo er bis Kriegsende verblieb und 1714 zum Major-General befördert wurde.
In Großbritannien versuchte er, politisch Fuß zu fassen, indem er sich 1715 für den Wahlbezirk Hindon in Wiltshire ins House of Commons wählen ließ, bevor er 1715 zur Unterdrückung der Jakobitischen Rebellion nach Bath abkommandiert wurde. 1717 war er an der Aufdeckung einer regierungsfeindlichen Verschwörung beteiligt, die zur Verhaftung des schwedischen Botschafters Graf Gyllenborg führte. 1719 nahm er im Rahmen des Krieges der Quadrupelallianz an einer Expedition unter dem Viscount Cobham zur Einnahme von Vigo teil. Erstmals 1722 wurde er vom Wahlbezirk Bath ins House of Commons gewählt und hatte diesen Parlamentssitz durchgehend bis zu seinem Tod inne. Wade wurde 1724 von Georg I. als Inspekteur nach Schottland gesandt. Er empfahl den Bau von Kasernen, Brücken und stabilen Straßen, um die Herrschaft in dieser Region zu erleichtern. Innerhalb eines Monats wurde er zum Oberbefehlshaber der königlichen Streitkräfte, der Burgen, Festungen und Kasernen in Nordgroßbritannien ernannt und mit der Aufgabe betraut, seine Empfehlungen umzusetzen. Er behielt diese Stellung bis 1740. Zwischen 1725 und 1737 überwachte Wade den Bau von 400 Kilometer Straßen und 40 Brücken, einschließlich der General Wade’s Bridge in Aberfeldy. Die Straßen verbanden die Militärstandorte in Ruthven, Fort George, Fort Augustus und Fort William. Er rief auch die paramilitärische Highland Watches ins Leben, deren Mitglieder aus dem niederen Landadel stammen. Die ersten sechs Kompanien wurden 1725 gegründet, drei bestehend aus Campbells und je eine aus den Frasers, Grants und Munros. Mit vier weiteren bildeten sie ab 1739 das Black Watch Regiment.
1727 war er zum Lieutenant-General befördert worden. 1742 wurde er als Lieutenant-General of the Ordnance stellvertretender Leiter des Board of Ordnance und wurde in den Kronrat aufgenommen. Im Dezember 1743 wurde er zum Field Marshal befördert und zum gemeinsamen Befehlshaber der anglo-österreichischen Truppe im Österreichischen Erbfolgekrieg ernannt, wo er in Flandern gegen die Franzosen kämpfte und die britischen Truppen unter Georg II. in der Schlacht bei Dettingen anführte. Er gab im März 1744 dieses Kommando ab und kehrte als Oberbefehlshaber nach Großbritannien zurück. Als sich die Jakobiten 1745 zum zweiten Mal erhoben, konnte Wade nicht mehr Schritt halten. Es gelang ihm nicht, dem Rebellenheer den Zugang nach England abzuschneiden und er kam zu spät um deren Einnahme von Carlisle zu verhindern. Wade verfolgte die Jakobiten bis Westmorland, wo er auf britische Verstärkungen unter Prinz William August, Duke of Cumberland traf. Aufgrund seiner Misserfolge wurde er vom Kommando entbunden und das Oberkommando dem Duke of Cumberland übertragen, der das britische Heer zum entscheidenden Sieg in der Schlacht von Culloden führte.
Wade blieb unverheiratet und kinderlos, starb am 14. März 1748 und wurde in Westminster Abbey bestattet.